# Кам'янка (Молдова)
Ка́м'янка (рум. Camenca) — місто на лівому березі річки Дністер, розташоване при впадінні річки Кам'янка у Дністер за 35 км від залізничної станції Попелюхи. Знаходиться на території під контролем самопроголошеної Придністровської Молдавської Республіки. Адміністративний центр Кам'янського району. Один з осередків українського життя у Придністров'ї. У 2002 році Кам'янка отримала статус міста.
 Османська імперія 1672—1699

 Річ Посполита 1699—1793

 Російська імперія 1793—1917

 Російська республіка 1917

 Українська Народна Республіка 1917—1920

 Українська Радянська Соціалістична Республіка 1920—1924

 Молдавська Автономна Радянська Соціалістична Республіка 1924—1940

 Молдавська Радянська Соціалістична Республіка 1940—1941

 Трансністрія 1941—1944

 Молдавська Радянська Соціалістична Республіка 1944—1991

## Історія
В IX—XVII ст. ці землі входили до складу Київської Русі, Галицько-Волинського князівства, Великого князівства Литовського, Речі Посполитої. Перша згадка про населений пункт датується 1608-м роком. За часів Богдана Хмельницького тут знаходилось козаче поселення Кам'янка Дністрова у складі Брацлавського полку.

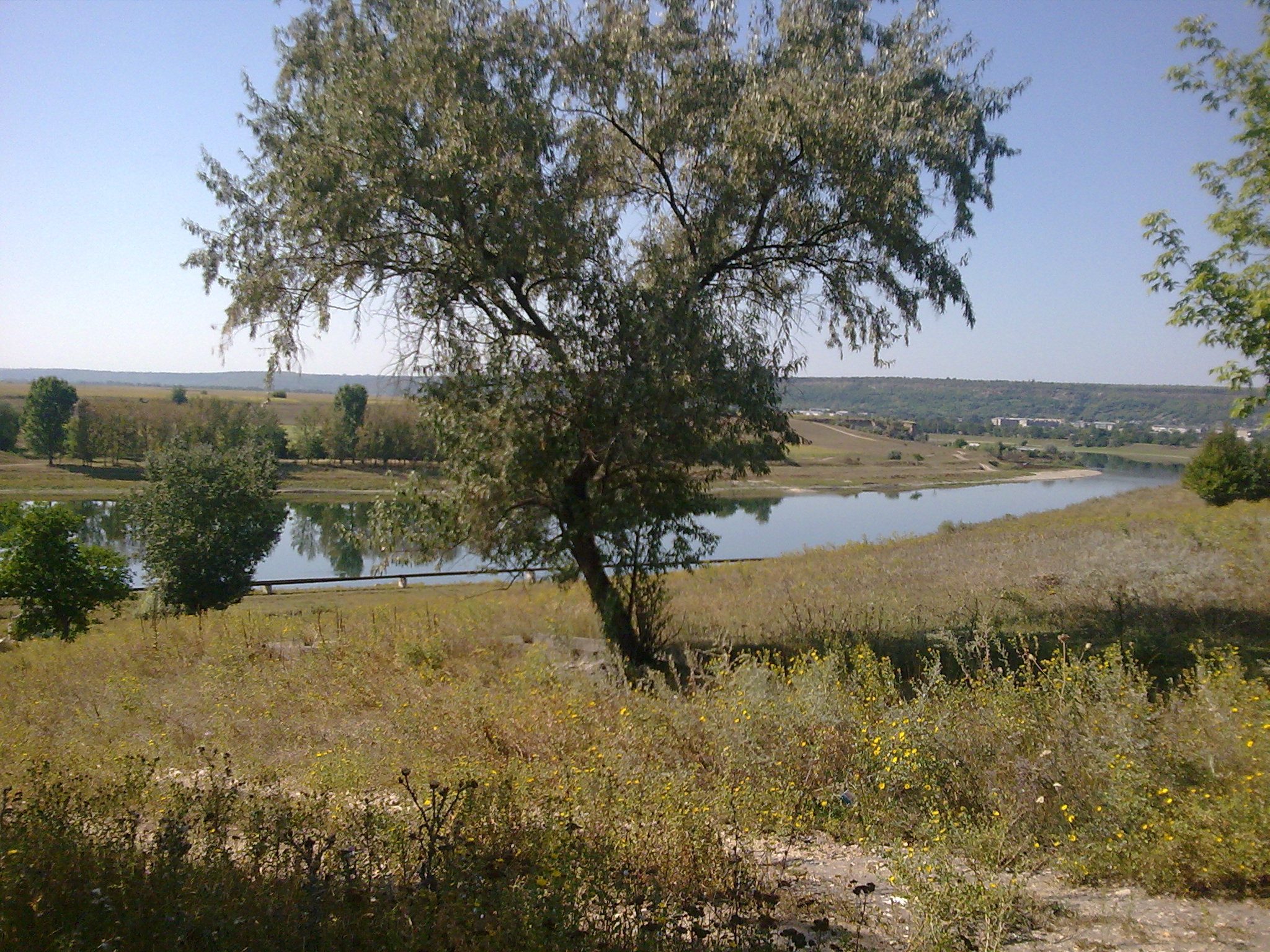
Річка Дністер у районі Кам'янки

За часів Російської імперії Кам'янка належала до Подільської губернії.
На початку ХІХ ст. Камянка належала російському генералу, князю Петру Вітгенштейну, одному з героїв війни 1812 року. Село було куплене його дружиною за 105 тис.крб. золотом. У 1819 році Вітгенштейн збудував над Дністром розкішний палац, влаштувавши навколо нього парк.
Саме тут генерал замешкав після своєї відставки у 1829 році.
Вітгенштейн перетворив Кам'янку на містечко, сприяв переселенню сюди німців-колоністів та розвитку виноградарства. Він завіз у маєток 200 тисяч кущів винограду кращих європейських сортів, заснував винзавод, оснащений найсучаснішим обладнанням. Крім того, Петро Вітгенштейн заснував у Кам'янці курорт, на якому лікували вином та кумисом.
Ймовірно саме тут деякий час жив його син Микола зі своєю дружиною, Кароліною Вітгенштейн.
У 1890 році онук полководця Федір звів у Кам'янці курзал і готель. Дружиною Федора Вітгенштейна була рідна тітка Владіміра Набокова.У книзі мемуарів «Інші береги» письменник згадував літні дні, проведені в каменськой садибі з кузенами і кузинами.
У період радянської окупації — в складі Молдавської АРСР, що була складовою частиною УРСР. 20 жовтня 1938 р. Президія Верховної Ради Української РСР своїм указом надала селу Кам'янка статус селища міського типу. Від 1940-го року в складі Радянської Молдови. З липня 1941 року по 1944 район був включений до складу губернаторства Трансністрії.
Після завершення Другої світової стверджувалося, що 1948 року колгоспи і радгоспи лівого берега Дністра перевершили довоєнний рівень за всіма показниками. У 1958 році збудовано Кам'янський консервний завод. 10 січня 1969 року Указом Президіуму Верховної Ради Молдавської РСР утворено Кам'янський район.
Зараз Кам'янка знаходиться на території, яку контролює невизнане утворення Придністровська Молдавська Республіка. Владою цього самопроголошеного утворення з 2002 року вона була оголошена містом. Це найпівнічніший населений пункт зі статусом містом на території під контролем ПМР. Також вона є центром Кам'янського району.

## Економіка
Основа економіки — сільське господарство та туризм.
У Кам'янці знаходиться відомий курортний комплекс — санаторій «Дністер».

## Населення
- 1926 — 7022
- 1939 — 7371[9]
- 1959 — 8498
- 1970 — 10 117
- 1979 — 13 303
- 1989 — 13 689
- 2004 — 10 323

Чисельність населення міста станом на 1 січня 2014 року складала 8 871 особу, у 2010 році — 9 404 особи.
Національний склад населення міста (за переписом 2004 року):
- молдовани — 5288 чол. (51,23 %)
- українці — 3476 чол. (33,67 %)
- росіяни — 1305 чол. (12,64 %)
- білоруси — 61 чол. (0,59 %)
- болгари — 35 чол. (0,34 %)
- гагаузи — 32 чол. (0,31 %)
- німці — 23 чол. (0,22 %)
- євреї — 8 чол. (0,08 %)
- інші — 95 чол. (0,92 %)
- Всього — 10323 чол. (100,00 %)

## Освіта
У місті є 3 загальноосвітні школи та одна початкова школа. Є сільськогосподарський технікум, який готує спеціалістів в галузі виноградарства, землевпорядкування, будівництва, плодоводства та лісового господарства.

## Культура
У місті працює історико-краєзнавчий музей.
З 2005 року щорічно у період з 14 жовтня по 31 жовтня, на творчій базі в санаторії «Дністер» проводиться міжнародний симпозіум «Kam Art».

## Транспорт
З населеними пунктами Придністров'я та правобережної Молдови Кам'янка з'єднана автобусним сполученням. Автобусне сполучення також є з містами України. Через місто пролягають маршрути автобусів, що слідують з Тирасполя до Росії та інших країн Європи.
Раніше поблизу міста знаходилась залізнична станція, яка була зв'язана вузькоколійною залізничною лінією з Рудницею (це була гілка гайворонської вузькоколійки). Тепер більшість мешканців міста користуються станціями у Рудниці та Вапнярці.
В місті розташований також вже закритий аеропорт.
У 1972 році через Дністер побудовано міст, який нині розділяє правобережну Молдову з невизнаним Придністров'ям. Зі сторони Кам'янки знаходиться пункт пропуску, по іншу сторону моста знаходиться митний пункт контролю Республіки Молдова (село Сенетеука Флорештського району).

## Відомі люди
В місті народились:
- Коваль Іван Нестерович — Герой Радянського Союзу;
- Крецул Дмитро Володимирович — Герой Соціалістичної Праці.

## Галерея

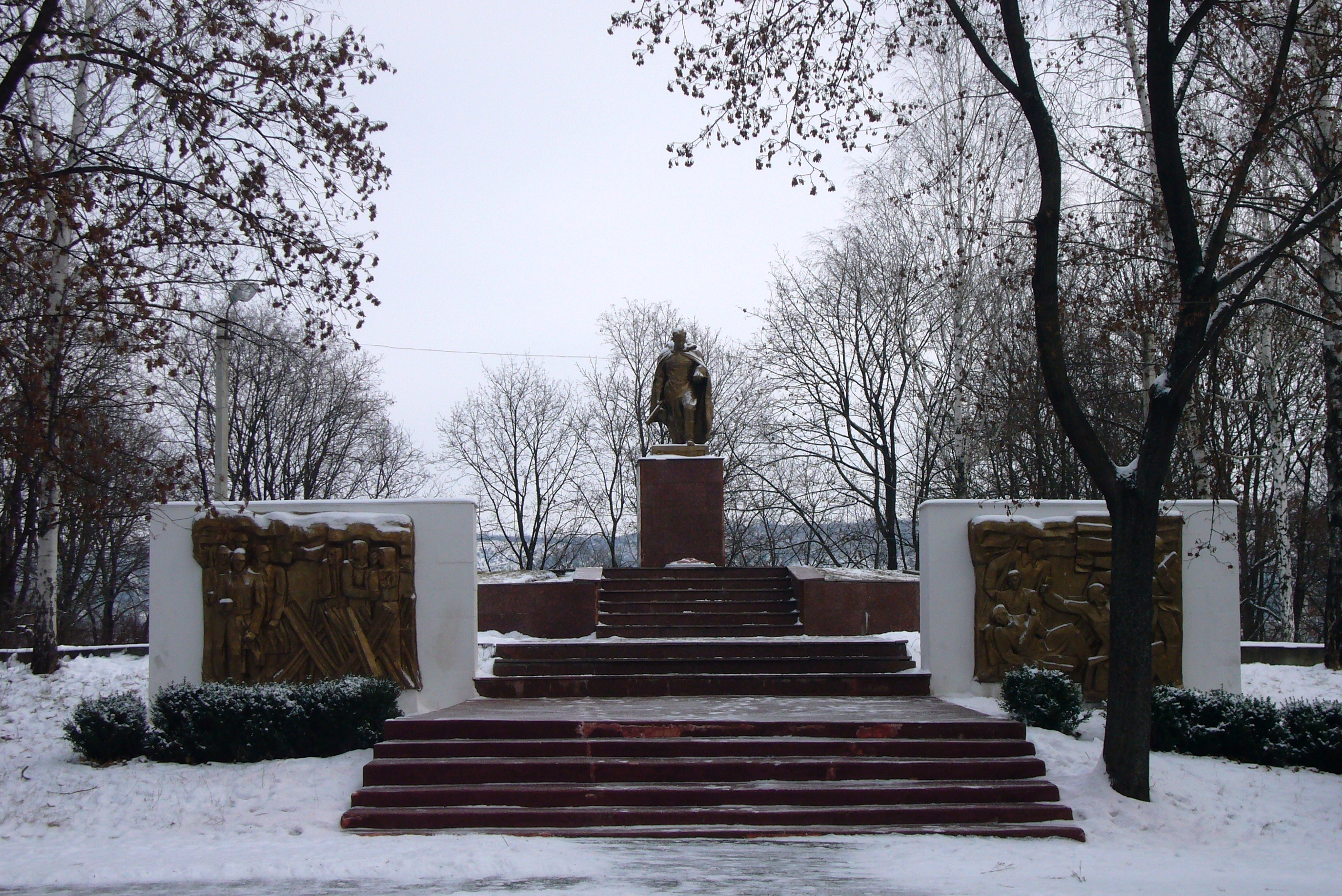
Меморіал учасникам Великої Вітчизняної війни
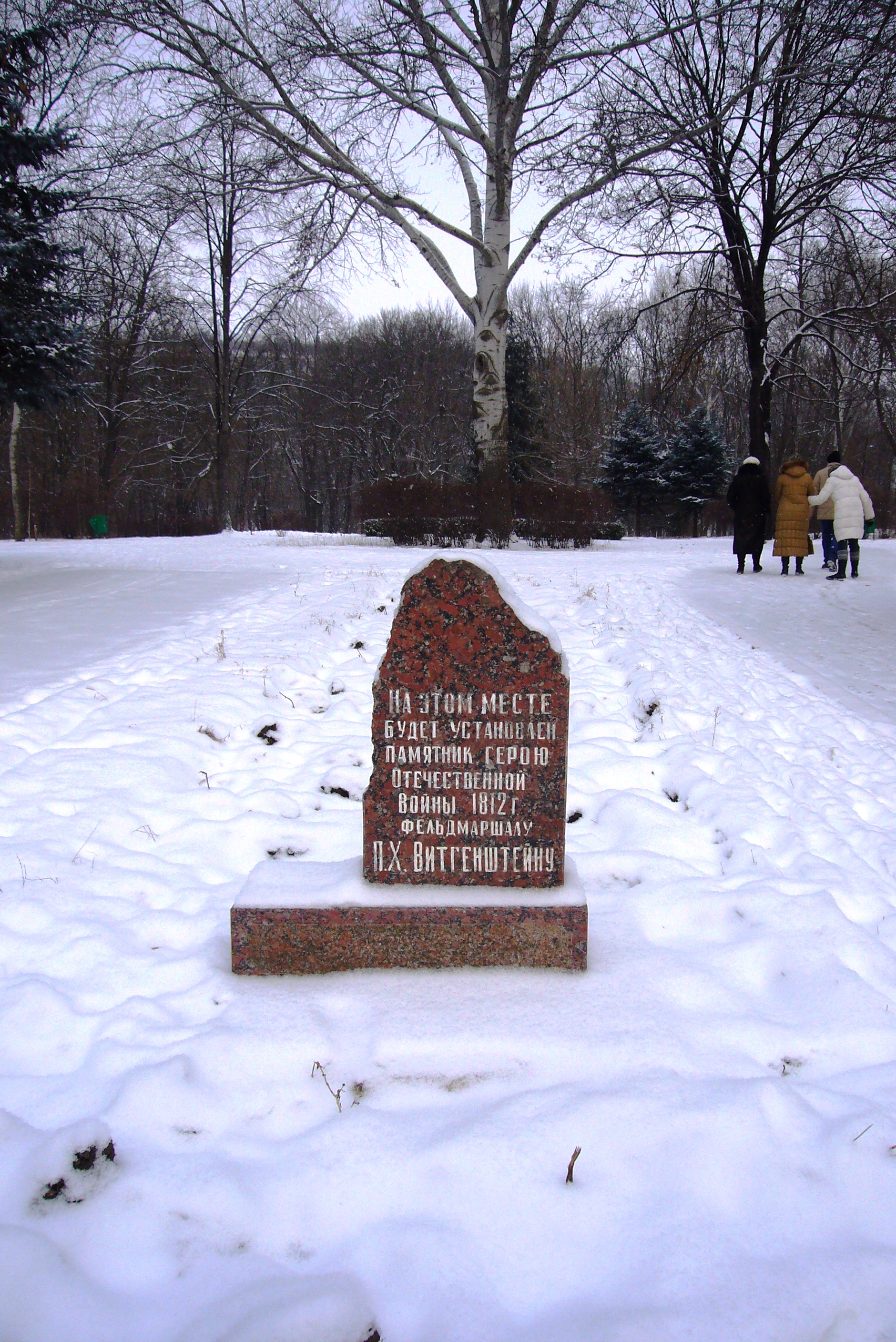
Закладний камінь пам'ятника П.Х. Вітгенштейну
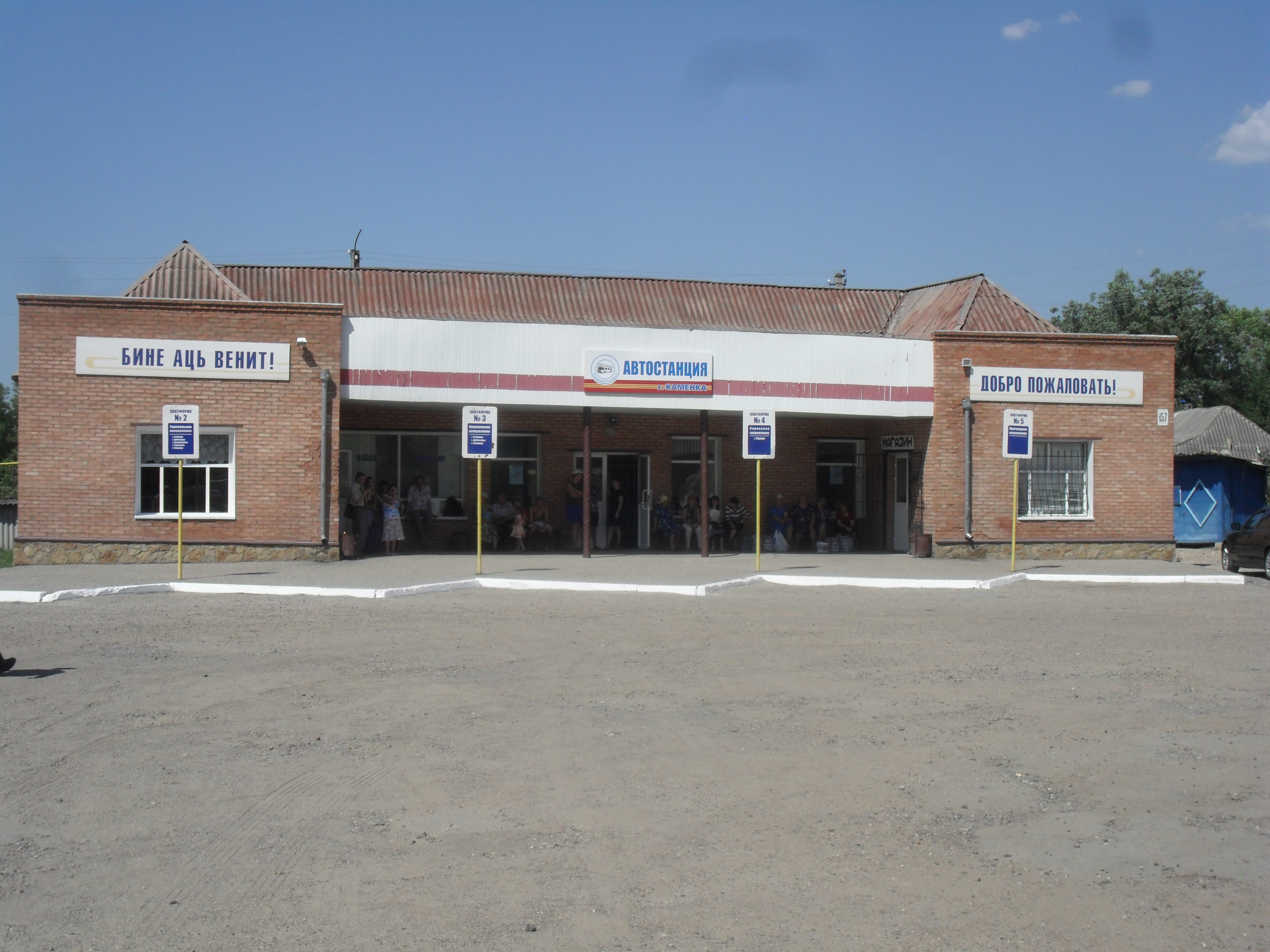
Автостанція
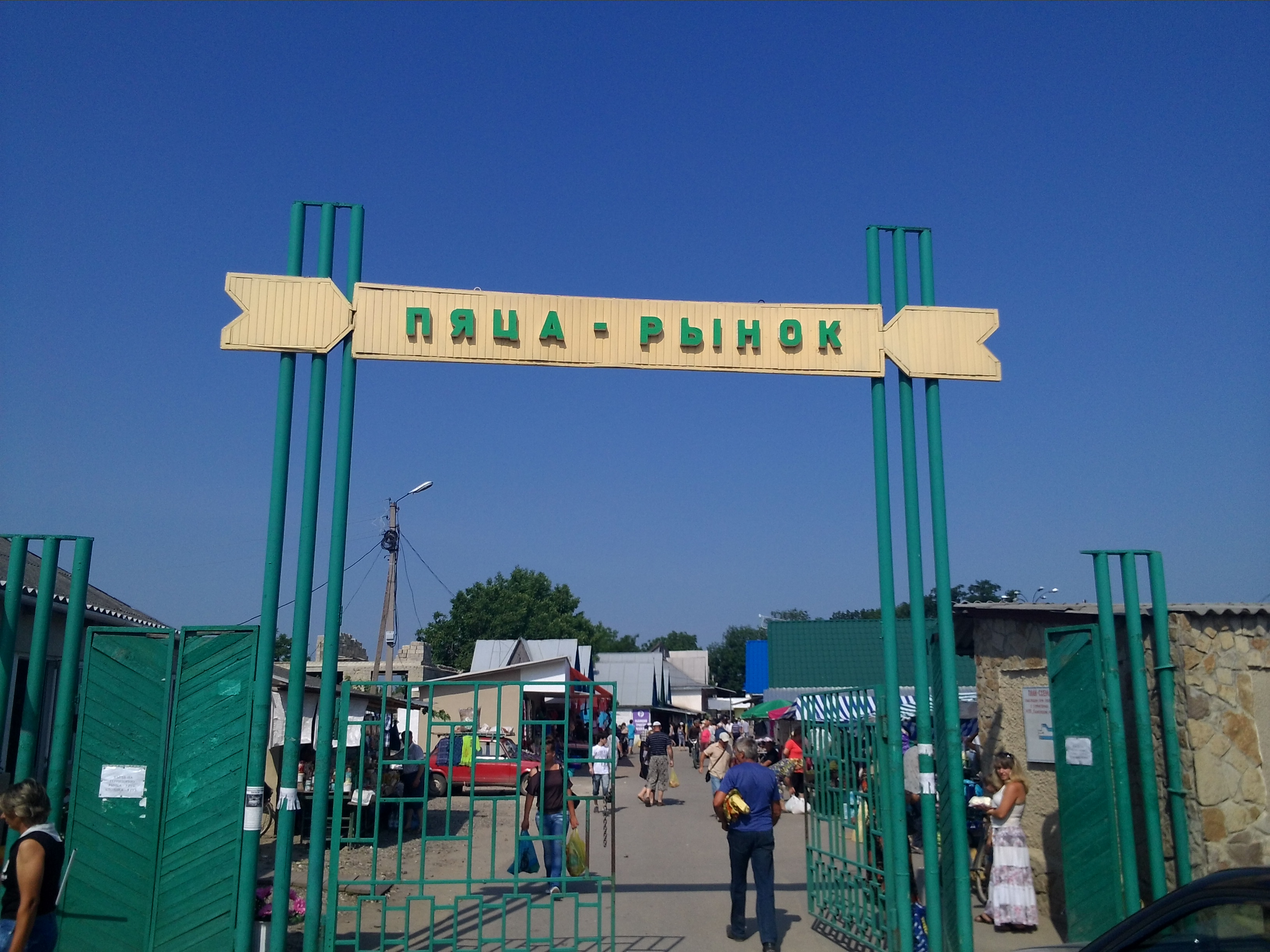
Ринок
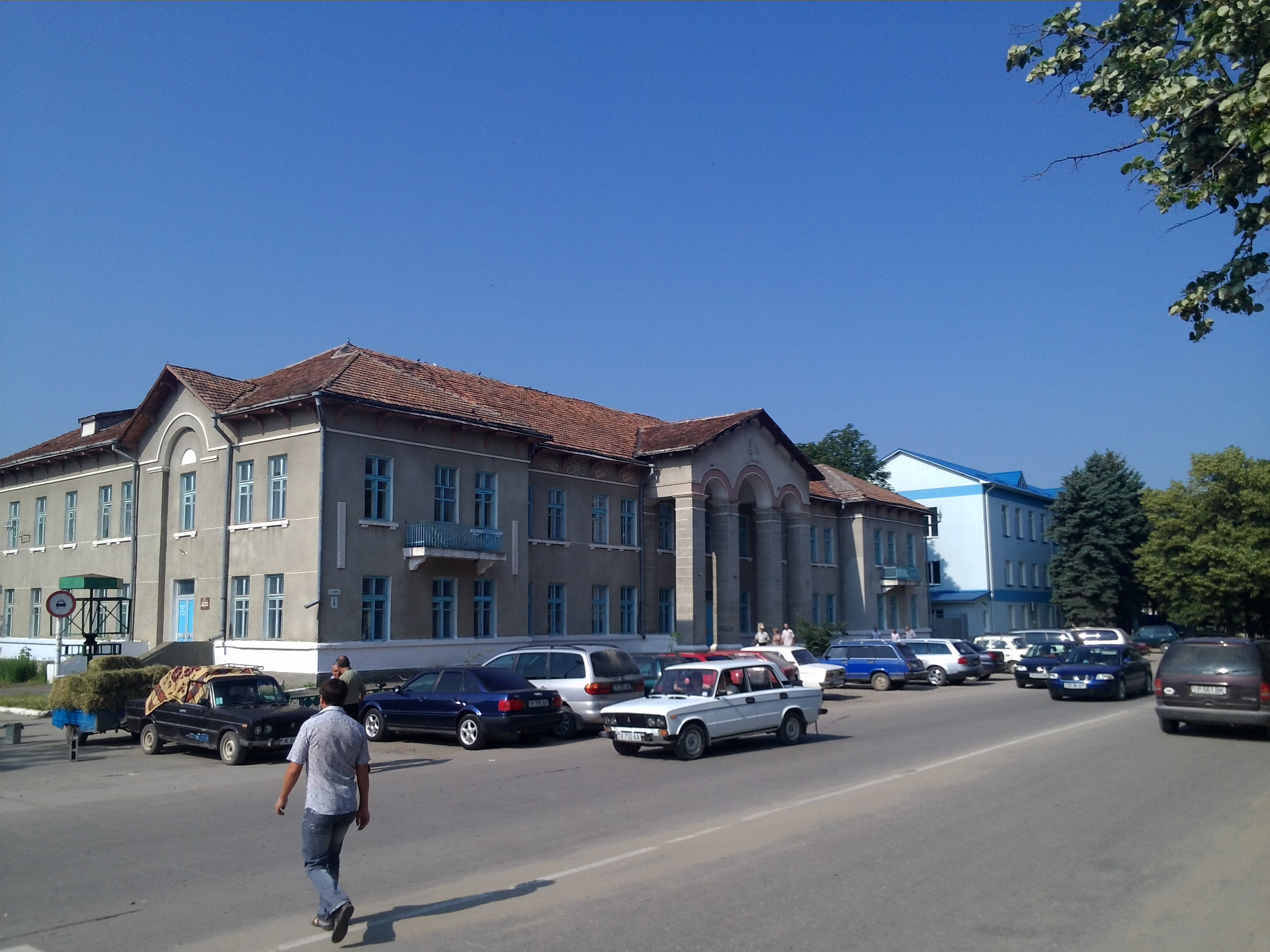
У центрі міста
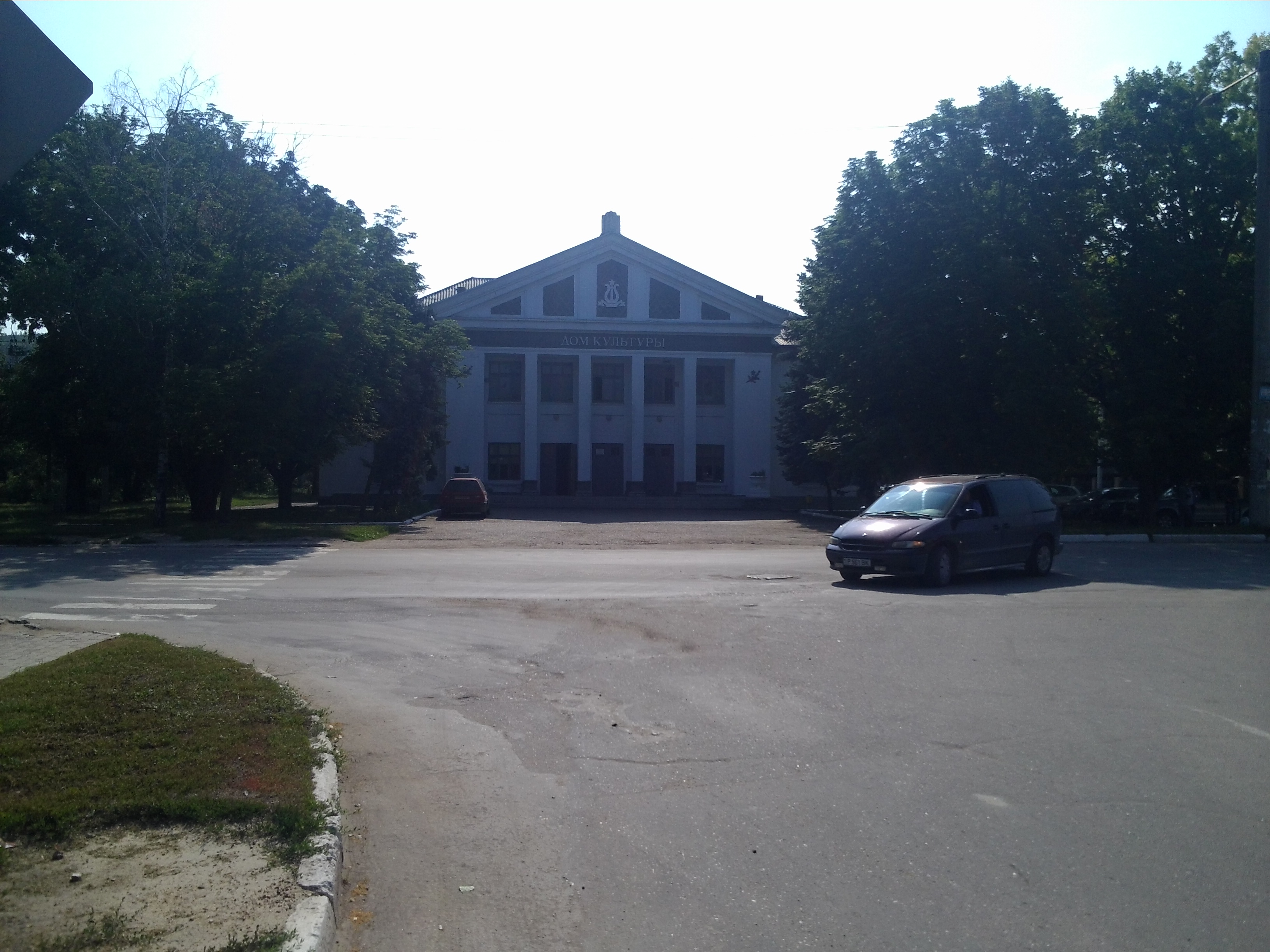
Будинок культури
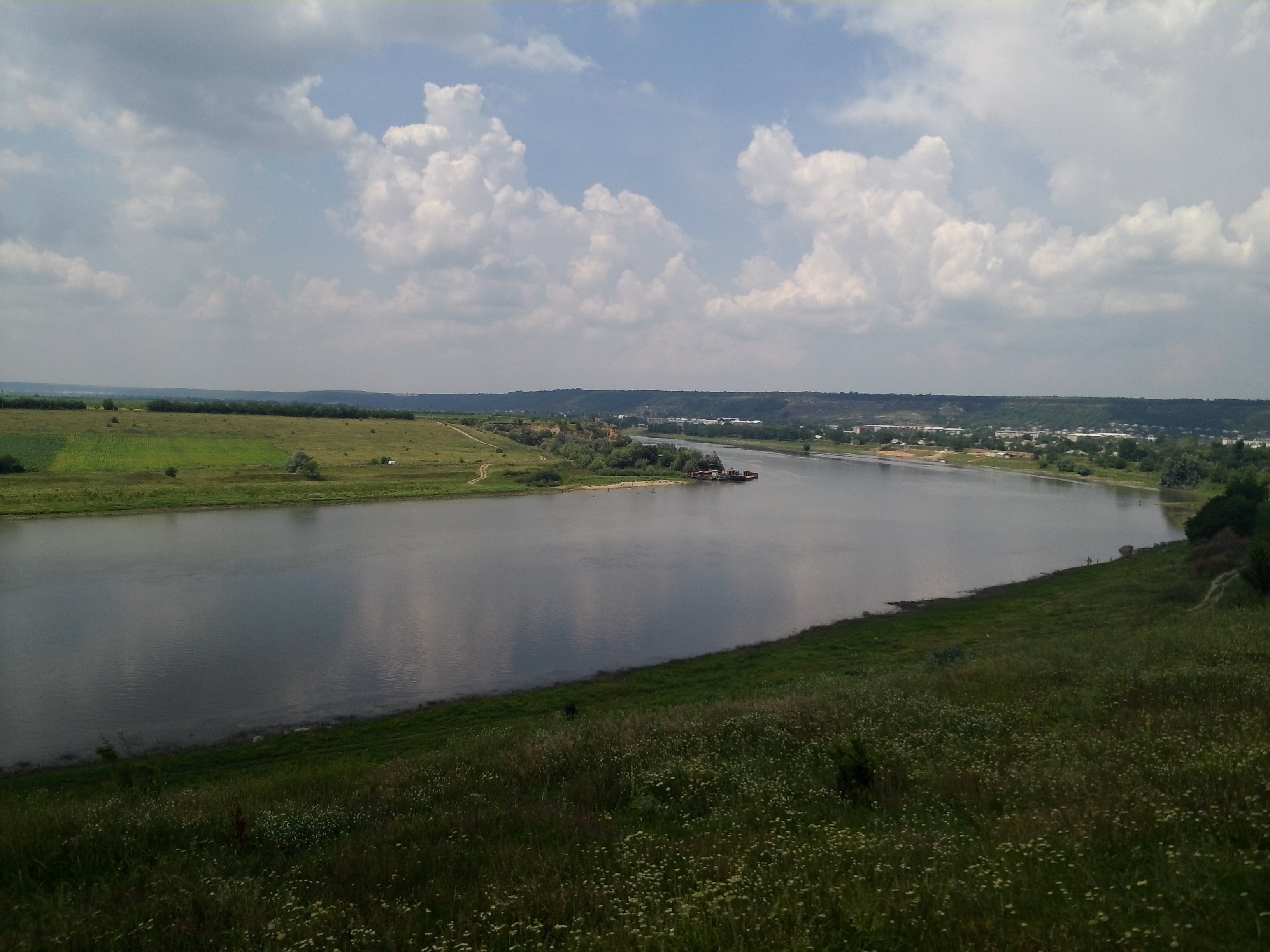
Дністер у Кам'янці
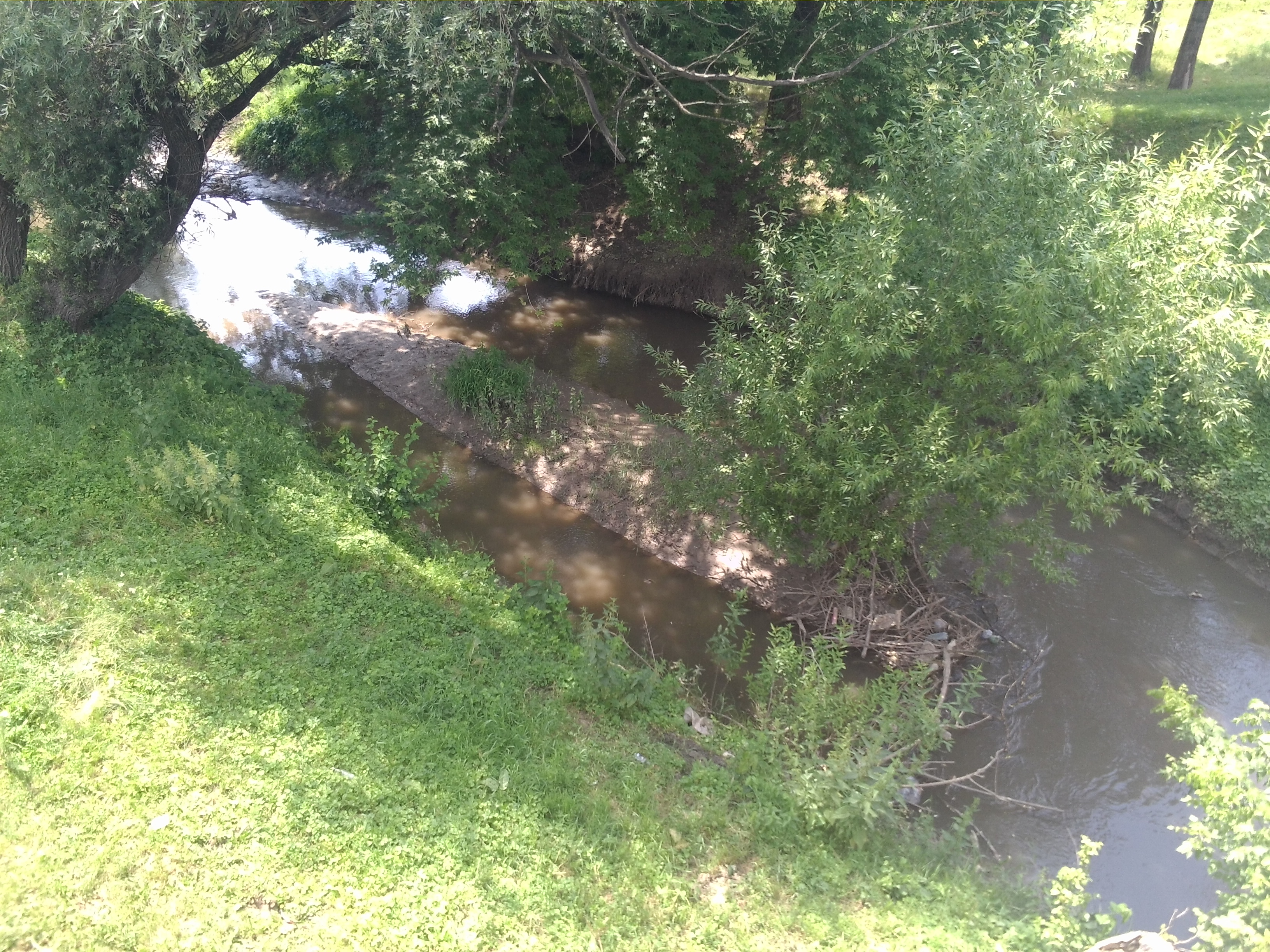
Річка Кам'янка
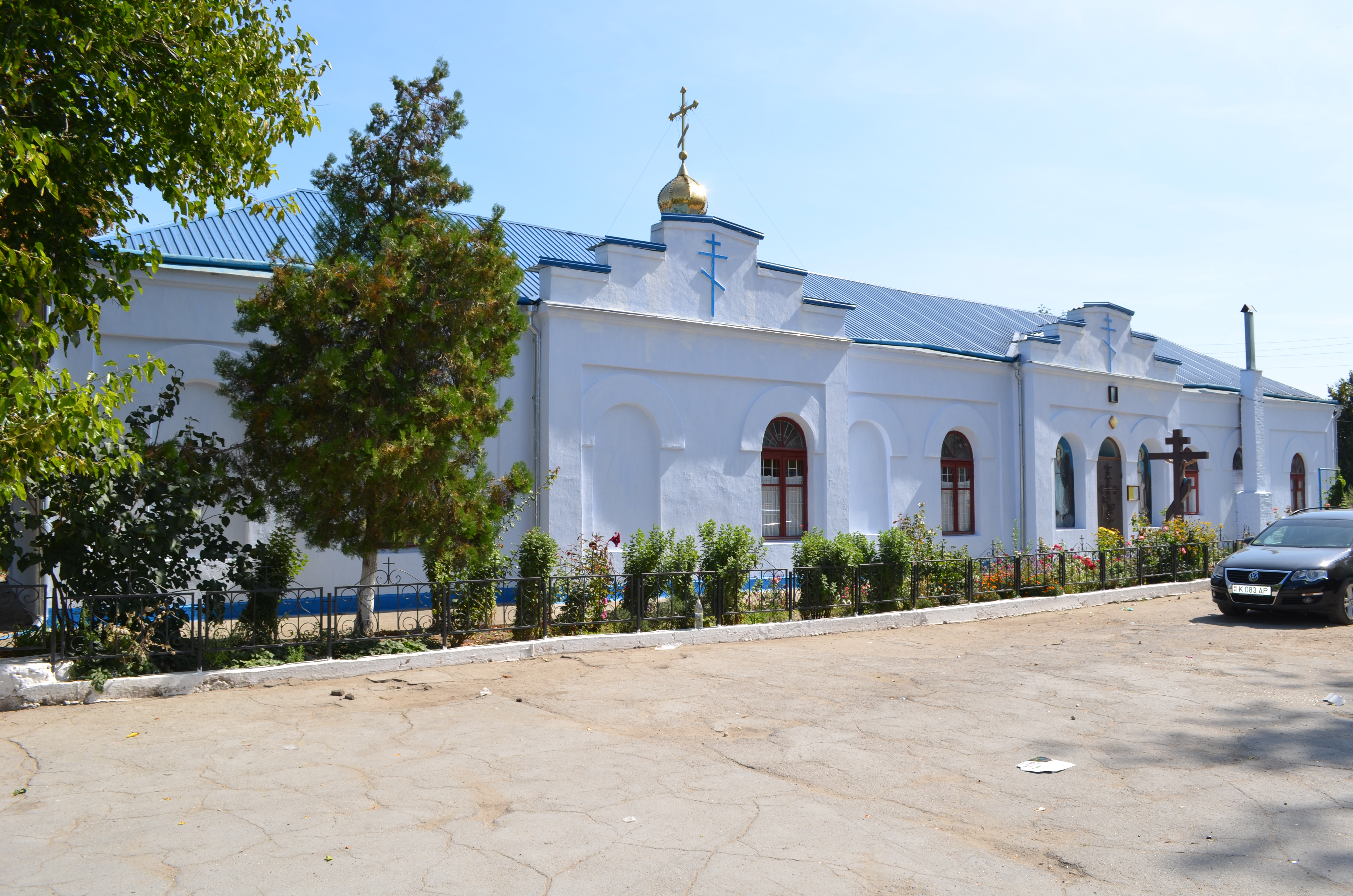
Церква
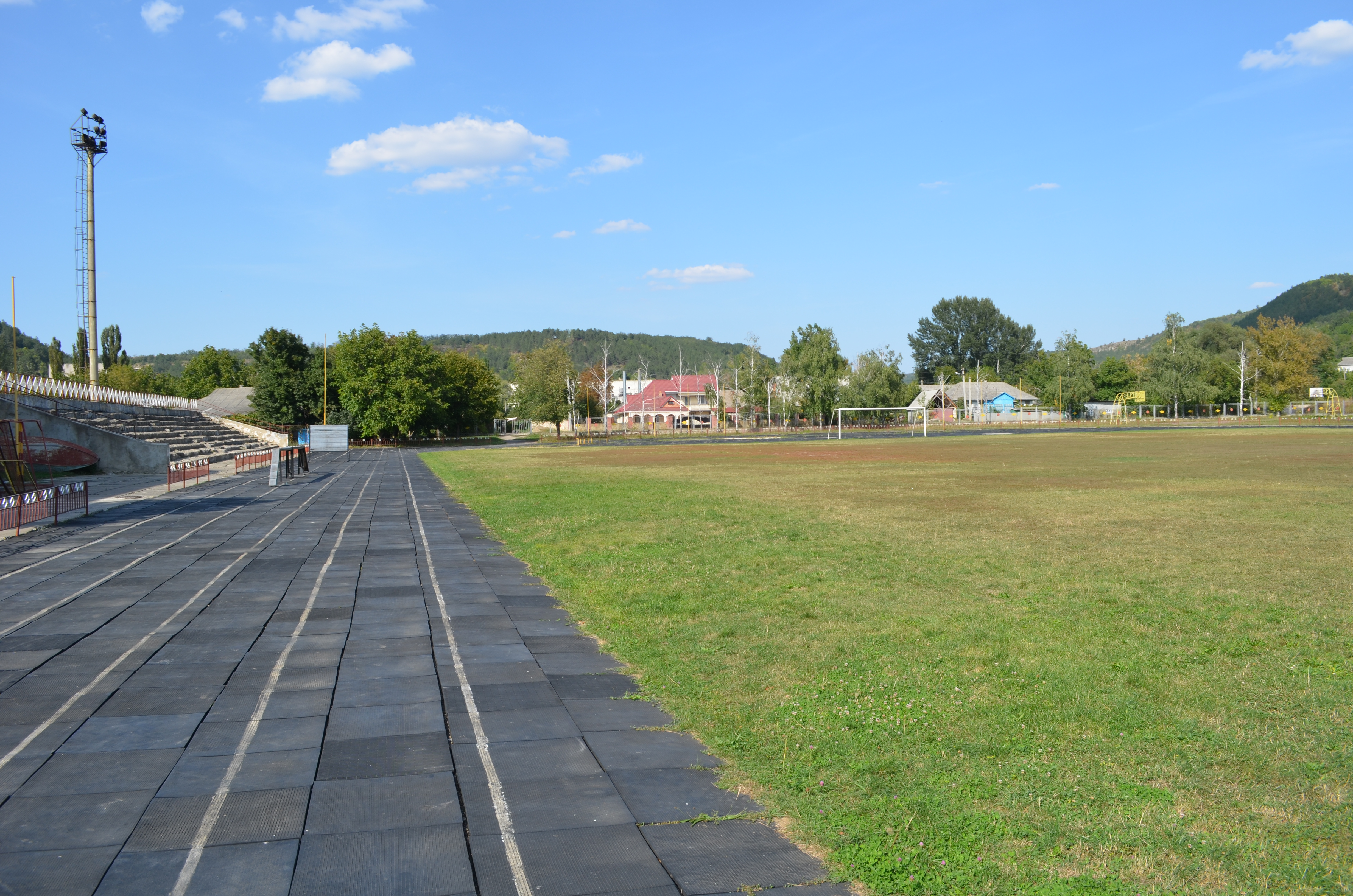
Стадіон «Октомбріє»
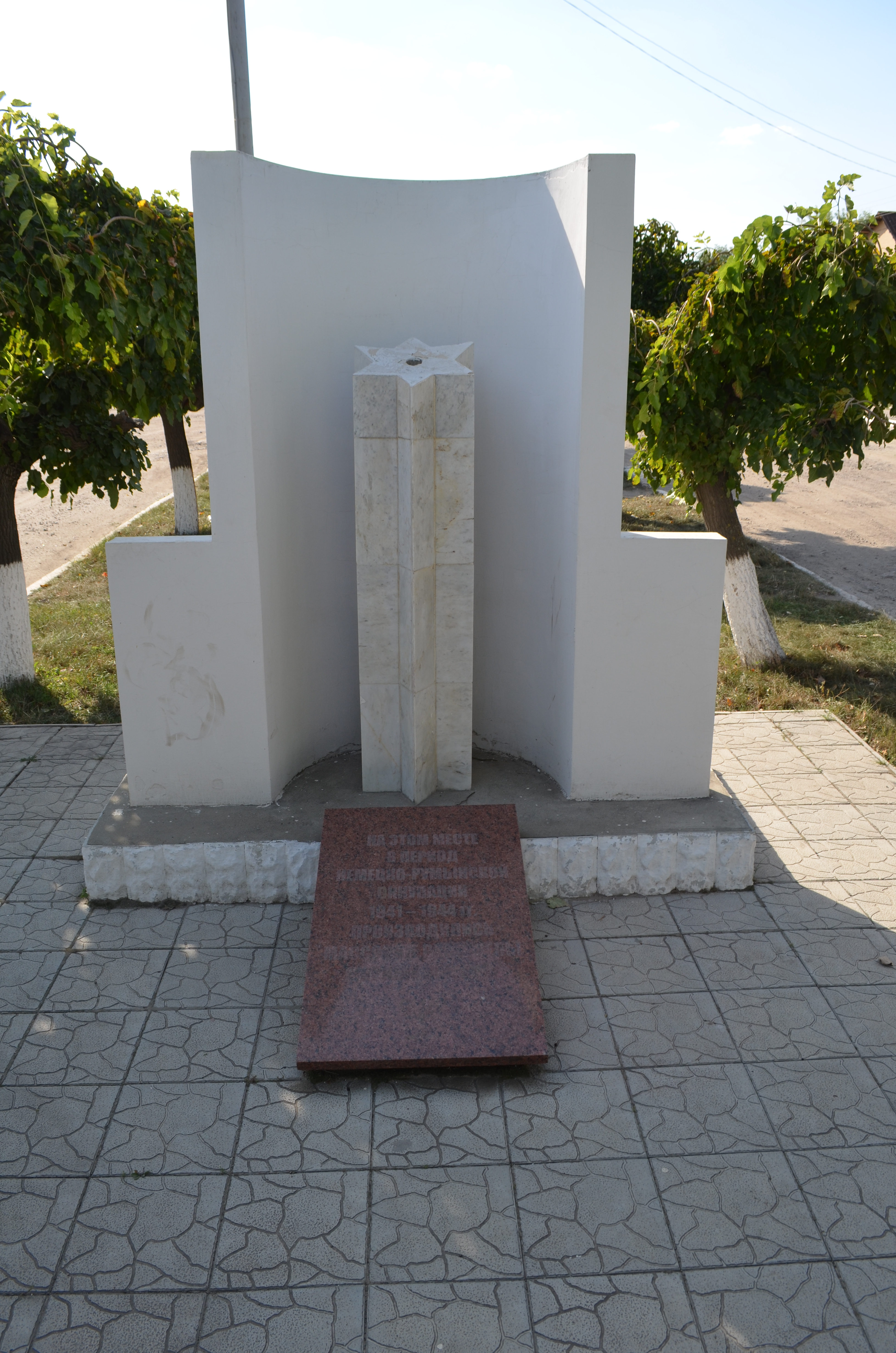
Пам'ятник на місці масового розстрілу євреїв поблизу автостанції
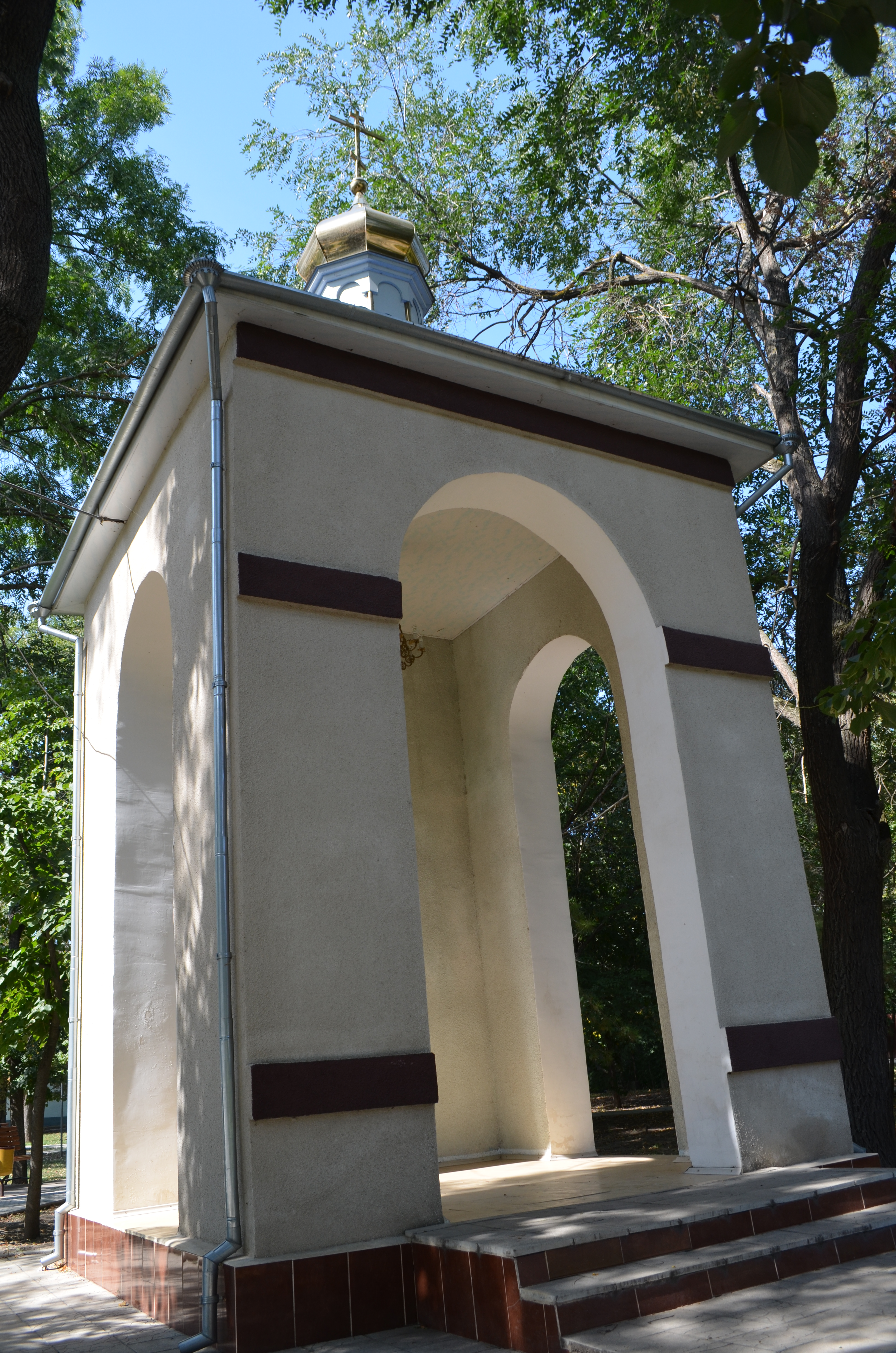
Каплиця
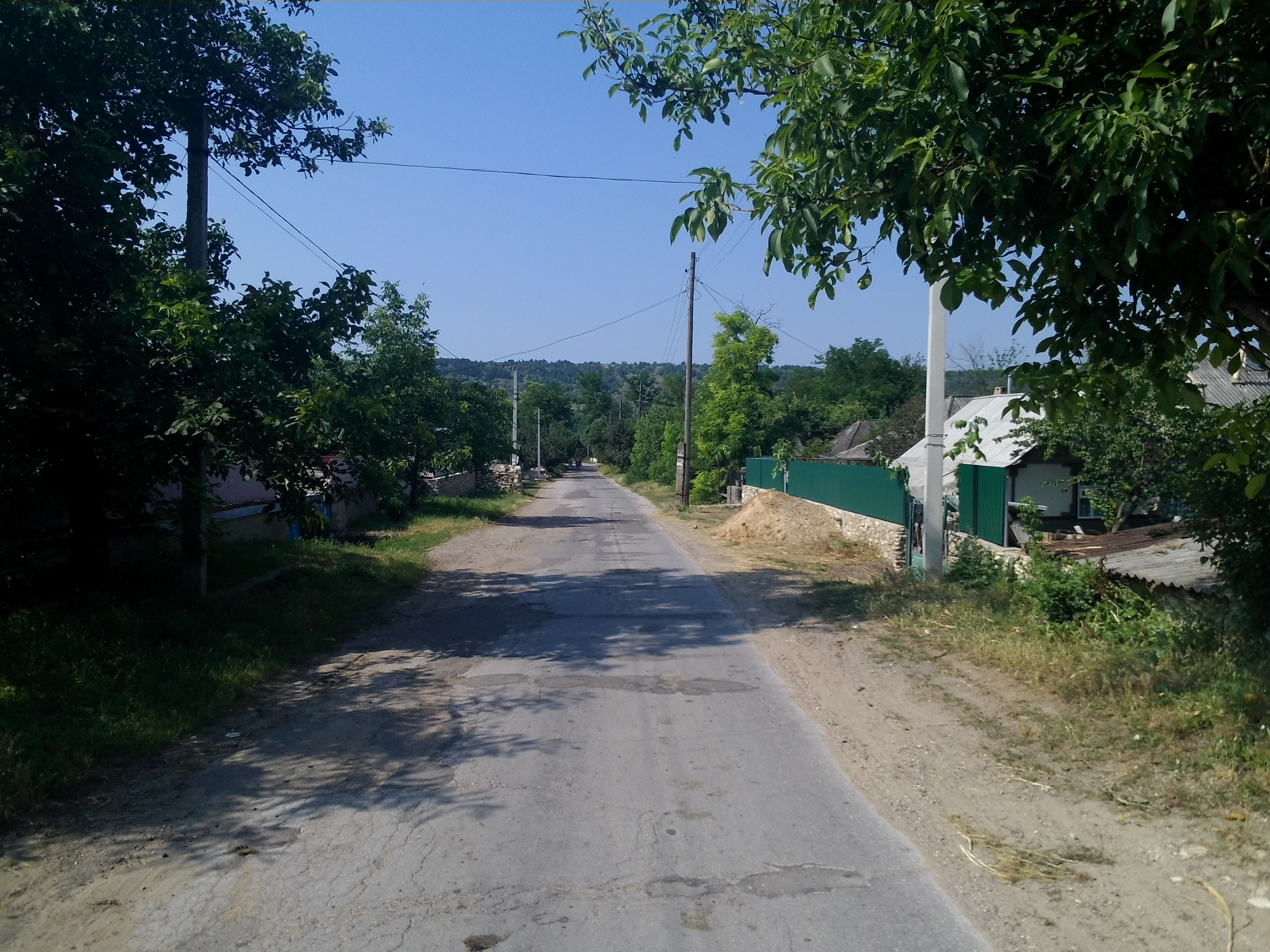
Вулиця у місті

.